# Рухоме s
Рухóме *s (лат. s-mobile) — явище в індоєвропейських мовах, суть якого полягала в тім, що в деяких рефлексах кореня з початковим *s у поєднанні з приголосними *k, *l, *m, *n, *p, *t, рідше *w це саме *s зникало. 

## Приклади
- пра-і.є. *(s)ker- («різати») → прагерм. *skeraną («стригти»), англ. shear («так само»), нім. scheren («так само»), швед. skära («різати»), серб. шка̏ре («ножиці»). Той самий корінь, але без *s → грец. κείρω («стригти, руйнувати»), лат. carō («м'ясо»), ісп. carne («так само»);
- пра-і.є. *(s)merd- («кусати») → прагерм. *smertaną («хворіти»), англ. smart («палити, хворіти»), норв. smerte («біль»), швед. smärta («так само»). Той самий корінь, але без *s → лат. mordeō («кусаю, гризу»), італ. mordere («кусати, гризти»), порт. morder («так само»).

Подекуди навіть в одній мові можуть бути слова і з *s, і без нього:
- пра-і.є. *(s)poymno- → прагерм. *faimaz («піна»), англ. foam («так само»), лит. spáinė («так само»), укр. піна. Цікавий випадок у латинській мові, де з цього кореня утворилося два цілком різні слова: spūma («піна» — із *s) і pūmex («пемза» — без *s).

Дане явище досі залишається без однозначного пояснення. Дехто вважає, що *s — це префікс із неясним значенням, інші бачать у ньому сандхі-чергування. Також нема єдності щодо того, чи справді *s існував як частина давнього кореня, або ж це елемент, що згодом приєднався до слова.